# McLaren MP4-18
Der McLaren MP4-18 war ein Formel-1-Rennwagen, den McLaren Racing für die Formel-1-Weltmeisterschaft 2003 entwickelte. Adrian Newey, Mike Coughlan und Neil Oatley waren die Chefkonstrukteure. Der Wagen wurde nicht in Rennen eingesetzt und erst 2004 kam der aus ihm weiterentwickelte MP4-19 zum Einsatz.

## Entwicklung und Technik
Die Saison 2002 war eine sehr schwierige Saison für McLaren. Mit dem McLaren MP4-17 gelangen nur ein Saisonsieg durch David Coulthard in Monaco und neun weitere Podestplatzierungen, an Ferrari mit ihrem äußerst starken und zuverlässigen F2002 war jedoch zu keinem Zeitpunkt heranzukommen. Auch Williams-BMW hatte mit dem FW24 ein leistungsfähigeres Auto als McLaren entwickelt, sodass es nicht gelang, den zweiten Platz in der Konstrukteurs-WM zu verteidigen.
Um den technischen Rückstand aufholen zu können, entschied sich Teamchef Ron Dennis zu einer radikalen Lösung: Er beauftragte sein Designteam unter dem Vorsitz von Adrian Newey, das Konzept des MP4-17 aufzugeben und ein von Grund auf neues Auto zu konstruieren. Der MP4-18 sollte in allen Bereichen Maßstäbe setzen und ähnlich wie der F2002 für die Konkurrenz unangreifbar sein. Da von Anfang an klar war, dass die Entwicklung des Fahrzeugs sehr viel Zeit in Anspruch nehmen würde, beauftragte Dennis ein zweites Design-Team mit der Weiterentwicklung des MP4-17, um mit diesem MP4-17D genannten Fahrzeug die ersten Rennen der Saison 2003 zu bestreiten.
Der MP4-18 war komplett neu konstruiert. Die Nase war verkürzt, stark nach unten gezogen und sehr schmal. Aus dieser Bauweise ergab sich der Spitzname „Delfin“. Neu war die geschwungene Form des Frontflügels. Die wichtigste äußere Veränderung betraf jedoch die Heckpartie. Vorbild war der Ferrari F2002, dessen Seitenkästen zum Heck hin stark schmaler wurden. Allerdings wurde das Konzept weiter ausgelegt. Dies betraf vor allem sehr schmale Kühllufteinlässe und einen niedrigeren Einbau des Motors, was einen extremen Luftfluss zum Heck möglich machte. Diese Merkmale perfektionierten andere Teams erst innerhalb der nächsten fünf Jahre. Auch die Technik wurde überarbeitet. Der Motor wurde von Mercedes neu entwickelt. Er war leichter, leistungsfähiger und harmonischer ins Fahrzeug integriert. Das Fahrwerk blieb konventionell mit Doppelquerlenkern, Drehstabfedern und innenliegenden Stoßdämpfern vorn wie hinten. Das Getriebe bekam ein leichtes Gehäuse aus kohlenstofffaserverstärktem Kunststoff.

### Testeinsatz
Bereits bei den Wintertests zeigte es sich, dass der MP4-18 zum Saisonauftakt nicht startbereit sein würde. Doch auch andere Teams, wie zum Beispiel Ferrari, verfolgten die gleiche Strategie. Der Ferrari F2003 wurde erst ab dem Großen Preis von Spanien eingesetzt.
Die Tests verliefen nicht erfolgreich, es kam häufig zu Überhitzungen der Fahrzeugsysteme. Durch die schmalen Lufteinlässe gelangte zu wenig Kühlluft zum Motor, weswegen der Wagen mehrfach mit Motorschäden liegen blieb. Beim Platzen des Motors wurden mehrfach die Bremsleitungen des Fahrzeugs durchtrennt, weshalb es zu Unfällen kam. Auch das Getriebe litt bis zuletzt unter zu hohen Temperaturen.
Bei einem der letzten Tests des Wagens im August 2003 erreichte Testfahrer Alexander Wurz zwar eine Spitzengeschwindigkeit von 330 km/h, jedoch wurden im Heck des Wagens dabei Temperaturen von bis zu 120 °C erreicht. Es wurden weitere Luftauslässe in das Chassis eingearbeitet, um die Hitze von Motor und Getriebe nach außen zu leiten. Diese Versuche blieben jedoch ergebnislos. Außerdem bemängelte Wurz häufig das unvorhersehbare Fahrverhalten des MP4-18. Es kam zu einer Reihe von schweren Testunfällen, die nie eindeutig geklärt wurden, möglicherweise aber zum Teil auf das schwierige Handling des Fahrzeugs zurückzuführen waren. Unter anderem brach bei Testfahrten in Jerez der Unterboden, in Silverstone verlor Wurz mehrmals das linke Vorderrad, später brach die Hinterradaufhängung. Zusätzlich bestand der MP4-18 eine Reihe von vorgeschriebenen FIA-Crashtests nicht.
In der zweiten Saisonhälfte entschied Dennis, weiterhin am MP4-17D festzuhalten und den MP4-18 nicht einzusetzen. Diese Entscheidung brachte dem MP4-18 den unrühmlichen Beinamen „Phantom Car“ ein. Der Titel des Jahres 2003 konnte trotzdem nicht errungen werden.

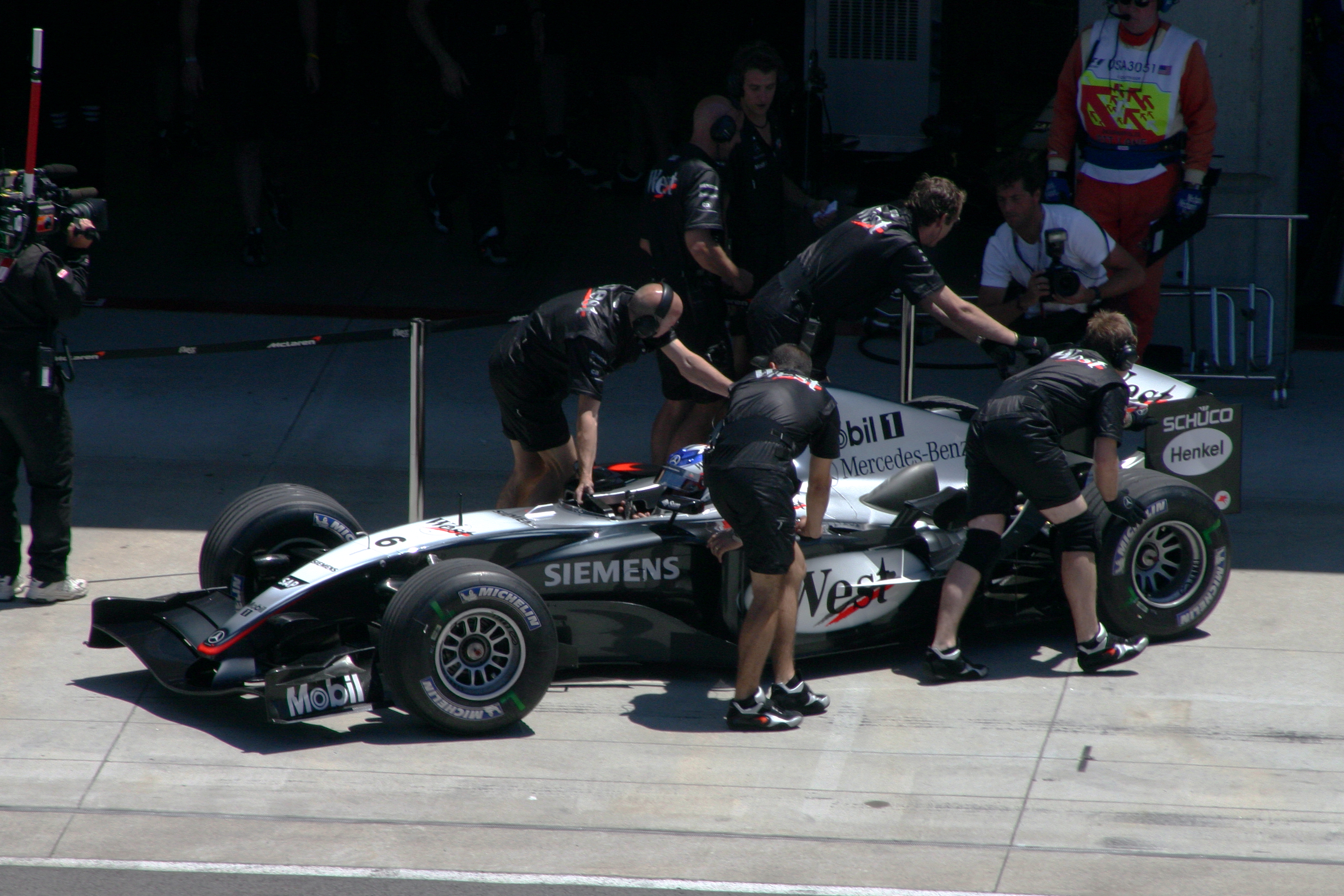
Kimi Räikkönen im MP4-19

In der Saison 2004 kam unter dem Namen MP4-19 eine weiterentwickelte Version des MP4-18 zum Einsatz. Es zeigte sich jedoch schnell, dass die Probleme ein Jahr nach den ersten Tests noch immer nicht behoben waren. An den ersten Rennwochenenden blieben die Fahrzeuge mehrfach mit Motorschäden liegen. Außerdem war der Wagen nicht konkurrenzfähig genug. Die Piloten Kimi Räikkönen und Coulthard hatten Mühe, selbst mit einem funktionierenden Auto in die Top 10 zu kommen.
Trotz des technischen Fehlschlages wurden einige Elemente des MP4-18 bei den McLaren-Formel-1-Rennwagen der nächsten Generationen wiederverwendet. So wurde die Delfin-Nase bis 2008 ein fester Bestandteil des McLaren-Designs, außerdem flossen die beim Testen des 2003/04 eingeführten neuen Windkanals gewonnenen Erkenntnisse in die Fahrzeugentwicklung mit ein.